# Отечество (1914 – 1918)
Вижте пояснителната страница за други значения на Отечество.
„Отечество“ е българско списание, излизало в София, България от 1914 до 1918 година.
| Годишнина | Броеве | Дата                        |
| --------- | ------ | --------------------------- |
| I         | 1 – 6  | 15 юли – декември 1914      |
| II        | 1 – 18 | януари – 26 декември 1915   |
| III       | 1 – 49 | 2 януари – 30 декември 1916 |
| IV        | 1 – 52 | 7 януари – 30 декември 1917 |
| V         | 1 – 37 | 6 януари – 13 октомври 1918 |

Отечество е литературно-художествено илюстровано списание. Първият му брой излиза на 15 юли 1914 година и наследява „Войнишка сбирка“. Издава се от Военното министерство и се печата в печатница „Военен журнал“ и в „Придворна печатница“. Първоначално е полумесечно, а от 7 книжка на II годишнина – седмично. Публикува патриотични стихове, военни разкази, но и художествени материали и на невоенна тематика.
В списанието пишат Иван Вазов, Стоян Михайловски, Кирил Христов, Елин Пелин, Антон Страшимиров, Добри Немиров, Йордан Йовков, Николай Райнов, Стилиян Чилингиров, Христо Борина, Стоян Дринов, Николай Николаев, Константин Константинов, Димитър Подвързачов, Андрей Протич, Димитър Стойчев, Дамян Калфов, Иван Бояджиев, Димитър Диловски, Любен Вълчанов, Крум Кюлявков, Анастас Иширков, Михаил Арнаудов, Александър Теодоров-Балан.
Последният брой излиза на 13 октомври 1918 година. Продължава като „Български воин“.